# Avitta polyscia
Avitta polyscia là một loài bướm đêm trong họ Noctuidae.